# (55749) Eulenspiegel
(55749) Eulenspiegel est un astéroïde de la ceinture principale.

## Description
(55749) Eulenspiegel est un astéroïde de la ceinture principale. Il fut découvert le 15 janvier 1991 à Tautenburg par Freimut Börngen. Il présente une orbite caractérisée par un demi-grand axe de 3,17 UA, une excentricité de 0,16 et une inclinaison de 4,3° par rapport à l'écliptique.

## Compléments